# シロキクラゲ綱
シロキクラゲ綱(Tremellomycetes)は担子菌の綱の一つ。いくつかの種はゼリー状の子実体またはパレンテソームの小嚢を持つ。3の目と11の科、50の属および377の種からなる。